# جوجل فاميلى لينك

شعار التطبيق

تطبيق فاميلي لينك التابع لجوجل، أصبحت الهواتف الذكية أوسع انتشاراً من أجهزة الكمبيوتر وأكثر استخداماً في تصفح الإنترنت، خاصةً تطبيقات مواقع التواصل الاجتماعي؛ ومن ثم صار الأطفال أكثر تعاملاً مع الإنترنت في سن مبكرة. وأصبح من المهم حماية الصغار من المحتوى الذي قد يؤذيهم، تقدم جوجل فاميلي لينك Google Family Link خدمة للآباء، من أجل الإشراف على استخدام أطفالهم للتطبيقات.ويقدم المساعدة للآباء والأمهات في مراقبة استخدام أولادهم للهواتف والأجهزة اللوحية، يأتي في إطار الهوس العالمي في الفترة الحالية من الآباء والأمهات من استخدام الأولاد المفرط للهواتف الذكية، وحتى الحواسب المحمولة.

## نبذة

شعار جوجل فاميلى لينك القديم

شعار جوجل فاميلى لينك الجديد

تأتي بعض المخاوف بعدما ذكرت العديد من التقارير أن التكنولوجيا في العصر الحديث أثرت على الأطفال بشكل كبير، حيث يستخدم الأطفال أجهزتهم بكثرة ويهدروا وقتهم عليها دون استغلاله في أمر مفيد، وكشفت بعض الإحصائيات أن بعض الأطفال يقضون أكثر من 10 ساعات يوميًا في استخدام الهواتف الذكية، وهو أمر يقلق أهلهم بشدة، حيث أن الاستخدام المستمر لتلك الأجهزة فضلًا عن مساهمته في إهدار الوقت له أضرار صحية عليهم. أدركت جوجل تلك الأزمة، ولذا عملت الأقسام المختصة لديها على إصدار برنامج فاميلي لينك، وهو تطبيق مفيد للغاية لحل تلك الأزمة حيث يمكن التطبيق الأهالي من منع أطفالهم من استخدام أجهزتهم الإلكترونية عند الحاجة.
يتيح هذا التطبيق للآباء إنشاء حساب جوجل للطفل إذا كان عمره أقل من 13 عامًا، مع إمكانية الوصول إلى معظم خدمات جوجل، مثل: بريد جيميل وخدمة الصور، بالإضافة إلى إمكانية تتبع حساب الطفل وإرشاده إلى المحتوى المناسب، يمكن للوالدين أيضًا الموافقة على التطبيقات التي يريد الأطفال تنزيلها أو رفضها، ويرشح التطبيق بعض التطبيقات التي يوصي بها المعلمون، والتي يمكن للوالدين إضافتها مباشرة إلى هاتف الطفل، ويتضمن أدوات تحكم أخرى، مثل: وقت الشاشة، وقفل الهاتف لوقت العائلة وتتبع الموقع.

## تاريخ
تم إطلاق الخدمة لأول مرة للجمهور في مارس 2017. في جوجل آي/أو 2019، أعلنت جوجل أنها ستشمل فاميلى لينك أصلاً في اندرويد 10. يتوفر فاميلى لينك الآن في 38 دولة بما في ذلك الولايات المتحدة وأستراليا واليابان.
في عام 2019، أضاف التطبيق ميزات تقييد المحتوى وتحديد موقع جي بي أس (GPS) وتقييد الهاتف «وقت النوم».

## المميزات
سيكون لديك التحكم الكامل علي جهاز الابن بدأ من التطبيقات وانتهاء بإعدادات الهاتف، يمكنك أن تقوم بتعديل ومنع الدخول إلى المواقع أو السماح بدخولها في أوقات معينة، في حين إذا اراد ابنك استخدام الإنترنت، يمكنك أن تحدد المدة الزمنية لاستعمال الهاتف كما تريد، يمكنك أيضا التحكم الكلي علي مستوى تثبيت التطبيقات على الهاتف فبدون موافقتك لن يستطيع الابن تثبيت أي تطبيق، هناك العديد من النقاط التي تجعل ابنك يستعمل العاتف الخاص به حسب ماتراه أنت مناسب كأب، يمكنك تحديد مكان هاتف طفلك في أي وقت في حالة كان متصل بالإنترنت لمراقبة مكانه وتحركاته، من أهم مميزاته انه لا يمكن حذف التطبيق إلا بموافقة الاب من حساب الخاص.

### المنصات التي يعمل بها التطبيق
التطبيق متاح مجانًا لمستخدمي أجهزة آيفون وآيباد في آب ستور، ولمستخدمي أجهزة أندرويد في جوجل بلاي.

## شروط الاستخدام
شرط استخدام تطبيق جوجل فاميلي لينك للتحكم في هواتف الأبناء أن يكون الاب والابن في نفس الدولة وهذا شرط أساسي والشروط ان يكون لكل منهما حساب جوجل منفصل.